# Conectivo

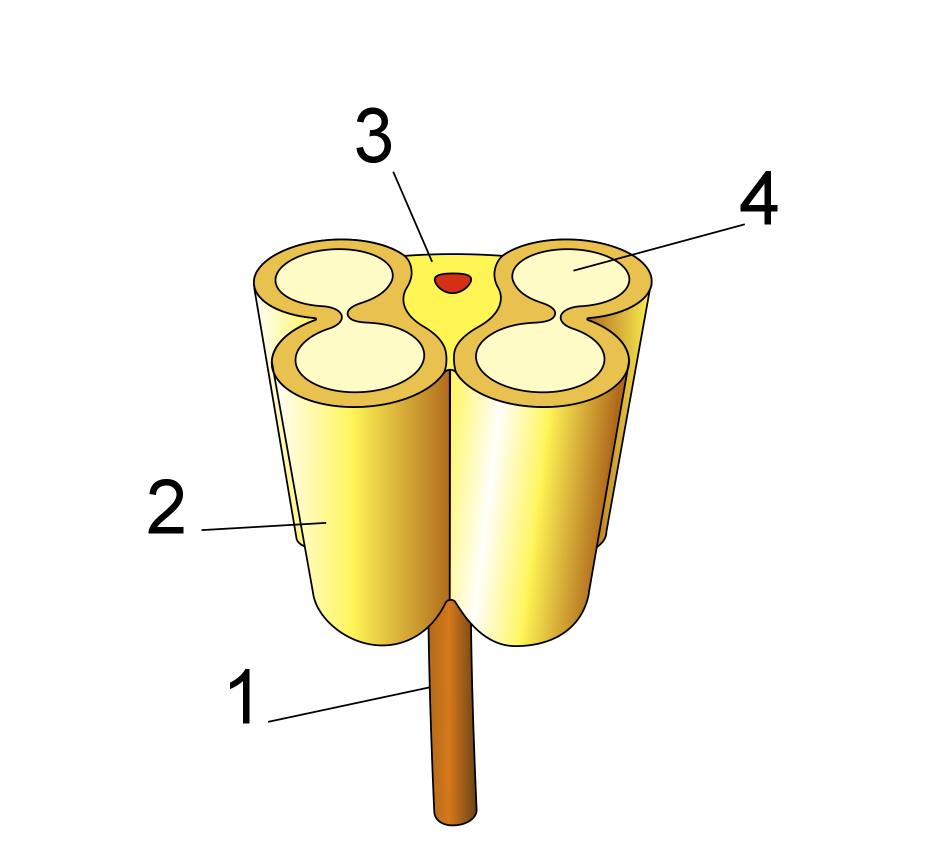
Diagrama de una antera en sección transversal. 1: Filamento; 2: Teca; 3: Conectivo (los vasos conductores en rojo); 4: Saco polínico (también llamado esporangio).

En botánica, se le llama conectivo a la porción de tejido estéril de la antera situado entre las tecas, que forma cuerpo con ellas y las mantiene unidas. Lo normal es que esté poco desarrollado, de tal manera que las tecas destaquen ampliamente; en algunas angiospermas primitivas, todo el estambre puede ser más o menos foliáceo y el conectivo puede alcanzar un gran desarrollo, de modo que separe ampliamente las tecas. En algunos casos, el tejido presenta apéndices de formas muy variadas que tienen importancia sistemática (por ejemplo en las melastomatáceas o los Prostantheroideae).